# Colegio de Ciencias y Humanidades Plantel Sur
El Colegio de Ciencias y Humanidades Plantel Sur, también conocido como CCH Sur, es una de los 5 CCH de la UNAM, se encuentra ubicada en la Alcaldía Coyoacán de la Ciudad de México, el plantel es el más demandado de los 5 CCH de la UNAM con un puntaje de 95 aciertos, esto por el nivel académico, y sus méritos deportivos.
El CCH está integrado por una Dirección General, encabezada por una directora general y nueve secretarías que apoyan la actividad académica y administrativa donde se imparten clases en los turnos matutino y vespertino.

## Historia
El 3 de abril de 1972, fue fundado el Sur. En sus inicios se encuentra haber sido creado para atender una creciente demanda de ingreso a nivel medio superior en la zona metropolitana y al mismo tiempo, para resolver la desvinculación existente entre las diversas escuelas, facultades, institutos y centros de investigación de la UNAM, así como para impulsar la transformación académica de la propia Universidad con una nueva perspectiva curricular y nuevos métodos de enseñanza.
Actualmente, el Colegio tiene el rango de Escuela Nacional, que fue impuesto en 1997, y reglamentado el 22 de septiembre de 1998, mismo que llevó a una reestructuración del plan de estudios que lo rige ahora; así como la instalación de la Dirección General.

## Instalaciones
Las instalaciones más importantes del colegio son las siguientes:
- Explanada del Plantel
- Jardín del Arte
- PC. Puma
- Sala Alfa
- Sala Gama
- Audiovisual
- Entrada a la Biblioteca del colegio.Biblioteca
- Área Deportiva
- Gimnasio
- Canchas
- Dirección
- Control Escolar

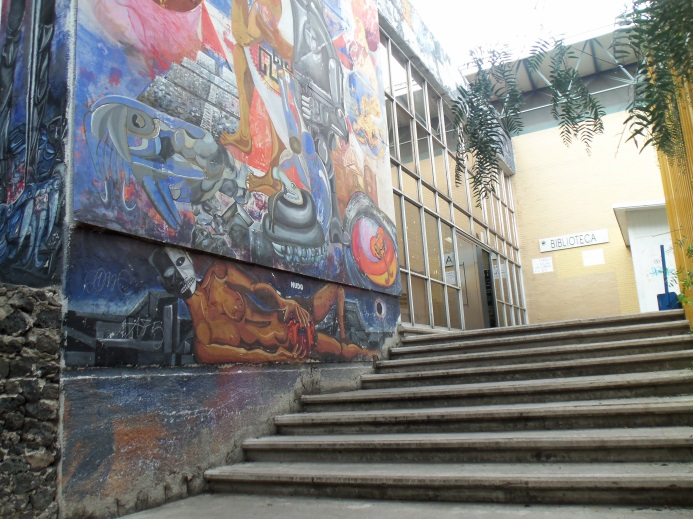
Entrada a la Biblioteca del colegio.

- Almacén / Departamento de Impresiones
- Entrada al edificio IM de accesoria.Edificio IM
- Siladin

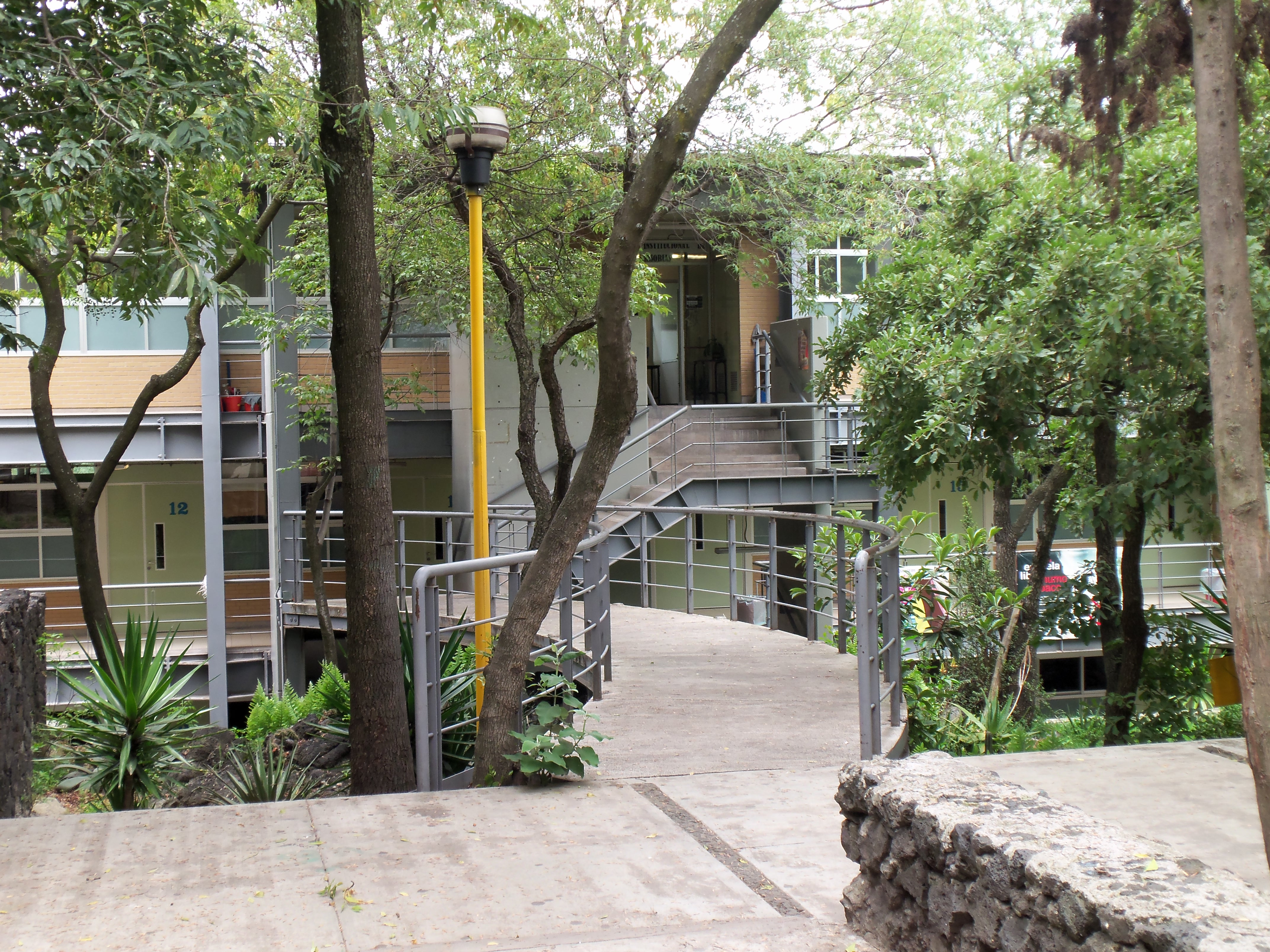
Entrada al edificio IM de accesoria.

- Laboratorio de Biología Molecular (SILADIN)
- Sendero Ecológico

## Transporte
Los transportes que llegan al colegio son:
El Pumabús que lleva a:
- Xochimilco
- Mixquic
- Santiago Tulyehualco
- Ciudad Universitaria
- Villa Milpa Alta
- San Bartolo Ameyalco
- San Juan Ixtayopan
- San Mateo Tlaltenango
- Tláhuac

Las Rutas concesionadas que llevan a:
- Ruta 60 - Sale del Metro Universidad
- Ruta 87 - Sale del Metro Taxqueña y Copilco

RTP que llevan hacia:
- San Ángel
- Metro Barranca del Muerto

Además de que cerca del colegio, se encuentran la estación Perisur, Línea 1 del Metrobús de la Ciudad de México y la estación Universidad, de la Línea 3 del Metro de la Ciudad de México.

## Sitios de interés
- Centro Comercial Perisur
- Jardín botánico del Instituto de Biología
- Ciudad Universitaria
- Estadio Olímpico Universitario
- Bosque de Tlalpan
- Six Flags México